# حلال أباد (بشاريات الشرقي)
حلال أباد (بالفارسية: حلال‌آباد) هي قرية تقع في إيران في قسم بشاریات الشرقي الریفي. يقدر عدد سكانها بـ 301 نسمة .